# Hubert de Jonge
Hubertus Marinus (Hubert) de Jonge (Hoedekenskerke, 30 augustus 1937) is een Nederlandse politicus van de KVP en later het CDA.
Hij werd geboren op Zuid-Beveland waar zijn vader werkte bij de PTT. Na in Brabant op een kostschool het gymnasiumdiploma te hebben behaald ging hij naar België om filosofie en theologie te studeren maar die studies heeft hij niet afgemaakt. Vervolgens ging hij rechten studeren aan de Rijksuniversiteit Utrecht. Na daar te zijn afgestudeerd was hij in Utrecht drie jaar werkzaam in de advocatuur waarop hij als directiesecretaris bij Vroom & Dreesmann ging werken en hij is bij V&D later ook nog adjunct-directeur geweest. In 1970 kwam hij in de gemeenteraad van Bunnik en werd hij daar ook wethouder en in januari 1975 werd De Jonge benoemd tot burgemeester van Montfoort en Willeskop. Op 1 januari 1989 fuseerden die gemeenten tot de nieuwe gemeente Montfoort waarmee zijn burgemeesterschap daar eindigde en enkele maanden later werd De Jonge benoemd tot burgemeester van Sassenheim. Begin 1993 kreeg hij hartklachten en in maart 1994 werd Corstiaan Bos daar als waarnemend burgemeester benoemd. De Jonge zou niet meer als burgemeester terugkeren en hem werd ontslag verleend.